# Nuno Miguel Pereira Diogo
Nuno Miguel Pereira Diogo, meglio conosciuto come Nuno Diogo (Lisbona, 13 giugno 1981), è un ex calciatore portoghese, di ruolo difensore.

## Carriera

### Club

#### Sporting B e Leça
Nato a Lisbona, a 10 anni viene incluso nelle giovanili dello Sporting, con cui però non debutterà mai in prima squadra. Dal 2000 al 2002 disputa infatti due annate in terza divisione con lo Sporting Lisbona B, prima di passare al Leça per la stagione 2002-2003.

#### Salgueiros, Penafiel e Leixões
Dopo un anno al Salgueiros, nel 2004 si trasferisce al Penafiel con cui scende in campo per due stagioni consecutive in Primeira Liga, prima di retrocedere al termine del campionato 2005-2006. Rimasto ancora un anno in Segunda Liga, Nuno Diogo lascia il club di Penafiel nel 2007.
Per stagione 2007-2008 torna comunque in massima serie portoghese, aggregandosi al neopromosso Leixões, con cui segna una rete in 16 presenze. 

#### Otopeni e Brașov
Nell'estate 2008 Nuno Diogo viene acquistato dai romeni dell'Otopeni, appena promosso in Liga I per la prima volta nella sua storia. La stagione si conclude comunque col penultimo posto finale, che si traduce in retrocessione in Liga II. 
Per la stagione 2009-2010 il portoghese milita nel Brașov, sempre in massima serie romena, che conclude il campionato in nona posizione.

#### Cluj
Il 25 maggio 2010 viene ingaggiato dai campioni romeni del Cluj di Andrea Mandorlini, con cui vince subito il 18 luglio la Supercoppa di Romania 2010 contro l'Unirea Urziceni. Terminato il 2010-2011 al decimo posto, si laurea campione di Romania al termine della stagione 2011-2012.
Nuno Diogo rimane al Cluj per altri due anni, senza conquistare ulteriori trofei, totalizzando 31 presenze e una rete in campionato.

#### Ritorno in patria e ritiro
Nell'estate 2014 ritorna in Portogallo, nelle file dell'Olhanense, appena retrocesso in seconda serie, prima di passare l'anno successivo al Feirense, dove conquista la promozione in Primeira Liga grazie al terzo posto finale nella Segunda Liga 2015-2016.
Dopo due stagioni al Famalicão, sempre in cadetteria, si ritira dal calcio giocato nel 2018, a 37 anni.

## Palmarès
- Campionato rumeno: 1

Cluj: 2011-2012
- Supercoppa di Romania: 1

Cluj: 2010